# Ask.fm
Ask.fm（アスク・エフエム）とは、利用者同士が質問や回答が出来るQ&Aサイトである。2010年10月16日サイトを設立、2024年12月1日サービス終了。

## 概要
ラトビアの首都であるリガを本拠地に150カ国で利用することが出来た。特に欧米では10代の男女を中心に人気が高く、2013年4月には130億のページビューを超え、新規登録者は毎日20万人のペースで増加していた。ユーザー数の大幅な減少を理由に、2024年10月24日以降の新規ユーザー登録の受付を停止し、同年12月1日を以てサービスを閉鎖した。

## 利用方法
アカウントを作る際には名前・生年月日・メールアドレスを登録するか、Twitter・Facebook・VKのアカウントを利用して登録する方法がある。ただし、匿名でも質問が出来る。

## 問題
サイト利用者の中には、他の利用者からの誹謗中傷によって自殺するケースが多発して問題となっている。例として2012年にはアイルランドに住んでいる13歳と14歳の少女、2013年1月には16歳のアントニー・スタッブ、4月にイングランドに住んでいる15歳のジョッシュ・アンワース、8月には14歳のハンナ・スミスが最終的に自殺している。この問題に対して、アメリカ合衆国メリーランド州法務長官がこのサイトに広告を出さないように要請を出す事態になっている。実際にザ・サン、フランス電力、BTグループ、スペックセーバー(en)などの企業は広告を取りやめている。その問題に対してはAsk.fmも対策を行っており、問題のある投稿に対しては自動・手動による削除を行っているが、一日3,000万の質問や回答が投稿されており、監視が追いついていない。

## 外部サイト
- 公式ウェブサイト